# Copris angustus
Copris angustus är en skalbaggsart som beskrevs av Nguyen-phung och Yves Cambefort 1986. Copris angustus ingår i släktet Copris och familjen bladhorningar. Inga underarter finns listade i Catalogue of Life.